# 片岡啓子
片岡 啓子（かたおか けいこ、1950年5月28日 - ）は、日本の声楽家、ソプラノ歌手。東邦音楽大学音楽学部音楽学科声楽専攻特任教授、元・声楽専攻主任、元・大学院音楽研究科長。

## 経歴
静岡県三島市出身。静岡県立三島北高等学校から国立音楽大学に進み、卒業後は同大学オペラ研修室を修了した。1974年に日伊声楽コンコルソ入賞して以降、様々なコンテストに入賞する。
1976年、文化庁芸術家在外研究員としてイタリアミラノへ留学。1978年、日本で『コジ・ファン・トゥッテ』に出演し、オペラ・デビュー。同年、再びイタリアへ渡り、ミラノ・スカラ座歌手養成所に学び、後にこれを修了した。以降、イタリアを中心にオペラへの出演歴を重ね、日本では二期会や藤原歌劇団の公演に参加した。二期会では、1980年の『トロヴァトーレ』で高く評価され、藤原歌劇団では、1989年の『ドン・カルロ』のエリザベッタ、1990年の『トスカ』のトスカなどを演じた。市民オペラにも客演し、2005年には藤沢市民オペラの『トゥーランドット』のトゥーランドットを演じている。
ヴェルディ作品のドラマティック・ソプラノ（ソプラノ・ドラマティコ）として定評があり、1994年にサントリーホールで大野和士指揮の東京フィルハーモニー交響楽団と共演したヴェルディ作品のリサイタルは好評を博した。